# Murder Construct
A Murder Construct amerikai death metal/grindcore együttes. 2001-ben alakult, miután Leon del Muerte kilépett az Impaled zenekarból. Mikor Del Muerte visszatért az Impaled-be, a Murder Construct szünetet tartott (hiatus). 2006-ban újból összeálltak, és kiadtak egy EP-t, 2010-ben. Ugyanebben az évben leszerződtek a Relapse Recordshoz. 2012-ben megjelentették első nagylemezüket is. Travis Ryan énekes a Cattle Decapitation énekese is. Turnéztak a Kill the Clienttel és a Venomous Concepttel is.

## Tagok
- Travis Ryan – ének
- Leon del Muerte – ének, gitár
- Chris McCarthy – gitár
- Caleb Schneider – basszusgitár
- Danny Walker – dob

## Korábbi tagok
- Kevin Fetus – gitár
- Jeremy Gregg – dob

## Diszkográfia
- Murder Construct (EP, 2010)
- Results (album, 2012)